# 鎌ケ谷郵便局
鎌ケ谷郵便局（かまがやゆうびんきょく）は千葉県鎌ケ谷市にある郵便局。民営化前の分類では集配普通郵便局であった。

## 概要
住所：〒273-0199 千葉県鎌ケ谷市右京塚13-26
民営化と同時に、郵便局名を「鎌ヶ谷」から「鎌ケ谷」に変更した。ただし、同市内にある「鎌ヶ谷」のつく各郵便局（鎌ヶ谷○○郵便局）は局名を変更していないため、市内の日本郵政関係施設間で2種の表記が混在している（袖ケ浦市でも同様の状況となっている）。

## 沿革
- 1872年8月4日（明治5年7月1日） - 鎌ヶ谷郵便取扱所として開設[1]。
- 1875年（明治8年）1月1日 - 鎌ヶ谷郵便局（五等）となる。
- 1885年（明治18年）10月1日 - 貯金取扱を開始。
- 1899年（明治32年） - 為替取扱を開始。
- 1966年（昭和41年）6月7日 - 電話交換および和文電報配達業務を鎌ヶ谷電報電話局に移管[2]。
- 1971年（昭和46年）4月5日 - 特定郵便局から普通郵便局に局種別改定。
- 1980年（昭和55年）3月 - 局舎新築。
- 1999年（平成11年） - 外国通貨の両替および旅行小切手の売買に関する業務取扱を開始。
- 2007年（平成19年）10月1日 - 民営化に伴い、併設された郵便事業鎌ヶ谷支店に一部業務を移管。同日、局名を鎌ヶ谷郵便局から鎌ケ谷郵便局に改称。
- 2012年（平成24年）10月1日 - 日本郵便株式会社の発足に伴い、郵便事業鎌ヶ谷支店を鎌ケ谷郵便局に統合。

## 取扱内容
- 郵便、印紙、ゆうパック、内容証明
- 貯金、為替、振替、振込、国際送金、外貨両替・トラベラーズチェック、国債、投資信託
- 生命保険、バイク自賠責保険、自動車保険
- ゆうちょ銀行ATM
- 鎌ケ谷市内の一部地域（〒273-01xx）の集配業務
- ゆうゆう窓口

## 風景印
- 図案は市文化財『鎌ヶ谷大仏』・名産『梨』
- 使用開始日は2007年（平成19年）10月1日

### 過去の風景印
- 使用期間は1983年（昭和58年）7月10日 - 2007年（平成19年）9月30日
  - 図案は市文化財『鎌ヶ谷大仏』・名産『梨』
  - 局名改称に伴い変更。

## 周辺
- 鎌ケ谷市消防本部・中央消防署
- 右京塚神社
- 鎌ヶ谷大仏
- 国道464号

## アクセス
- 東武野田線鎌ヶ谷駅から徒歩約6分、京成松戸線初富駅から徒歩約15分
- 鎌ケ谷市コミュニティバス「ききょう号」中央消防署・まなびぃプラザ入口停留所下車
- 京葉道路花輪ICから北へ約9km、東京外環自動車道三郷南ICから東へ約17km
- 駐車場あり：30台